# Bronenosets Potyomkin
Bronenosets Potyomkin (em russo:  Броненосец Потёмкин; bra: O Encouraçado Potemkin; prt: O Couraçado Potemkine) é um filme mudo soviético dirigido por Serguei Eisenstein, produzido pela Mosfilm e lançado em 1925. Ele apresenta uma versão dramatizada de uma rebelião ocorrida em 1905, onde os tripulantes do navio de guerra Potemkin se insurgem contra os seus oficiais superiores.
O filme foi escolhido como o melhor filme de todos os tempos na Feira Mundial de Bruxelas, em 1958. Em 2012, o British Film Institute o elegeu como o 11º melhor filme de todos os tempos.

## Estilo, conteúdo do filme e legado
O filme é composto por cinco episódios:
- "Homens e larvas" (Люди и черви), em que os marinheiros protestam por terem de comer carne podre;
- "Drama no Convés" (Драма на тендре), em que o motim dos marinheiros e seu líder Vakulinchuk são mortos;
- "Um Homem Morto Clama por Justiça" (Мёртвый взывает), em que o corpo de Vakulinchuk é pranteado pelo povo de Odessa;
- "As escadas de Odessa" (Одесская лестница), em que soldados imperiais massacram os Odessa;
- "Um contra todos" (Встреча с эскадрой), em que o esquadrão encarregado de interceptar o Potemkin se recusa a se engajar; baixando suas armas, seus marinheiros aplaudem o navio de guerra rebelde e se juntam ao motim.

Eisenstein escreveu o filme como propaganda revolucionária, mas também o usou para testar suas teorias de montagem. Os revolucionários cineastas soviéticos da escola de cinema Kuleshov estavam experimentando o efeito da edição do filme no público, e Eisenstein tentou editar o filme de forma a produzir a maior resposta emocional, de modo que o espectador sentisse simpatia pelos marinheiros rebeldes do Encouraçado Potemkin e ódio por seus senhores. Como na maioria das propagandas, a caracterização é simples, para que o público pudesse ver claramente com quem deveria simpatizar.
O experimento de Eisenstein foi um sucesso misto; ele "... ficou desapontado quando Potemkin não conseguiu atrair massas de espectadores", mas o filme também foi lançado em vários locais internacionais, onde o público respondeu positivamente. Tanto na União Soviética quanto no exterior, o filme chocou o público, mas não tanto por suas declarações políticas, mas por seu uso da violência, que era considerada gráfica pelos padrões da época. O potencial do filme para influenciar o pensamento político por meio de uma resposta emocional foi observado pelo ministro da propaganda nazista Joseph Goebbels, que destacou sobre o Potemkin "... um filme maravilhoso sem igual no cinema ... qualquer um que não tivesse uma convicção política firme poderia se tornar um bolchevique depois de ver o filme", ele estava até interessado em fazer os alemães fazerem um filme semelhante. Eisenstein não gostou da ideia e escreveu uma carta indignada a Goebbels na qual afirmava que o realismo nacional-socialista não tinha verdade nem realismo. O filme não foi proibido na Alemanha nazista, embora Heinrich Himmler tenha emitido uma diretiva proibindo os membros da SS de comparecer às exibições, por considerar o filme impróprio para as tropas. O filme acabou sendo proibido em alguns países, incluindo os Estados Unidos e a França por um tempo, bem como em sua União Soviética natal. O filme ficou proibido no Reino Unido por mais tempo do que qualquer outro filme da história britânica.
Bronenosets Potyomkin esteve proibido em Portugal pelo Estado Novo até 1974, no âmbito da Censura em Portugal.

## Roteiro
O filme se passa em junho de 1905; os protagonistas do filme são os membros da tripulação do Potemkin, um navio de guerra da Marinha Imperial Russa de Frota do Mar Negro. Eisenstein dividiu a trama em cinco atos, cada um com seu próprio título:

### Ato I: Homens e larvas
A cena começa com dois marinheiros, Matyushenko e Vakulinchuk, discutindo a necessidade de a tripulação do Potemkin apoiar a revolução que está ocorrendo na Rússia. Enquanto o Potemkin está ancorado na ilha de Tendra, marinheiros de folga estão dormindo em seus beliches. Enquanto um oficial inspeciona os alojamentos, ele tropeça e desconta sua agressão em um marinheiro adormecido. A confusão faz Vakulinchuk acordar, e ele faz um discurso para os homens quando eles acordam. Vakulinchuk diz: "Camaradas! Chegou a hora em que nós também devemos nos manifestar. Por que esperar? Toda a Rússia se ergueu! Devemos ser os últimos?" A cena corta para a manhã acima do convés, onde os marinheiros comentam sobre a má qualidade da carne para a tripulação. A carne parece podre e coberta de vermes, e os marinheiros dizem que "nem um cachorro comeria isso!" O médico do navio, Smirnov, é chamado para inspecionar a carne pelo capitão. Em vez de vermes, o médico diz que os insetos são vermes e podem ser lavados antes de cozinhar. Os marinheiros reclamam ainda da má qualidade das rações, mas o médico declara a carne comestível e encerra a discussão. O oficial Giliarovsky força os marinheiros que ainda examinavam a carne podre a deixar a área, e o cozinheiro começa a preparar borscht embora ele também questione a qualidade da carne. A tripulação se recusa a comer o borscht, em vez de escolher pão, água e enlatados. Enquanto lava a louça, um dos marinheiros vê uma inscrição em um prato que diz "dá-nos hoje o pão de cada dia ". Depois de considerar o significado da frase, o marinheiro quebra a placa e a cena termina.

### Ato II: Drama no Convés
Todos os que recusam a carne são julgados culpados de insubordinação e são levados ao convés principal, onde recebem os últimos ritos religiosos. Os marinheiros são obrigados a se ajoelhar e uma cobertura de lona é jogada sobre eles enquanto um pelotão de fuzilamento marcha para o convés. O primeiro oficial dá a ordem de atirar, mas em resposta aos apelos de Vakulinchuk, os marinheiros do pelotão de fuzilamento baixam os fuzis e a revolta começa. Os marinheiros oprimem os oficiais em menor número e assumem o controle do navio. Os oficiais são atirados ao mar, o sacerdote do navio é arrastado para fora do esconderijo e, finalmente, o médico é lançado ao oceano como 'alimento para os vermes'. O motim é bem-sucedido, mas Vakulinchuk, o carismático líder dos rebeldes, é morto.

### Ato III: Um Homem Morto Clama por Justiça
O Potemkin chega ao porto de Odessa. O corpo de Vakulinchuk é levado à praia e exibido publicamente por seus companheiros em uma tenda com uma placa no peito que diz "Por uma colher de sopa de beterraba" (Изъ-за ложки борща). Os cidadãos de Odessa, tristes mas fortalecidos pelo sacrifício de Vakulinchuk, logo são levados ao frenesi por simpatizantes contra o czar e seu governo. Um homem aliado do governo tenta virar a fúria dos cidadãos contra os judeus, mas é rapidamente reprimido e espancado pelo povo. Os marinheiros se reúnem para a despedida final e elogiar Vakulinchuk como um herói. O povo de Odessa dá as boas-vindas aos marinheiros, mas eles atraem a polícia na sua mobilização contra o governo.

### Ato IV: As escadas de Odessa
Os cidadãos de Odessa pegam seus navios e barcos, navegando até Potemkin para mostrar seu apoio aos marinheiros e doar suprimentos, enquanto uma multidão de outros se reúne na escadaria de Odessa para testemunhar os acontecimentos e torcer para os rebeldes. De repente, um destacamento de cossacos desmontados a formar linhas de batalha no topo das escadas e marchar em direção a uma multidão de civis desarmados, incluindo mulheres e crianças, e começar a atirar e avançar com baionetas fixas. De vez em quando, os soldados param para disparar uma rajada na multidão antes de continuar seu ataque impessoal e mecânico escada abaixo, ignorando os apelos das pessoas por humanidade e compreensão. Enquanto isso, a cavalaria do governo também ataca a multidão em fuga na base dos degraus, cortando muitos dos que sobreviveram ao ataque desmontado. Breves sequências mostram indivíduos entre as pessoas fugindo ou caindo, um carrinho de bebê rolando escada abaixo, uma mulher baleada no rosto, vidros quebrados e as botas altas dos soldados movendo-se em uníssono.
Em retaliação, os marinheiros do Potemkin decidem usar as armas do encouraçado para atirar na ópera da cidade, onde os líderes militares czaristas estão convocando uma reunião. Enquanto isso, há notícias de que um esquadrão de navios de guerra leais está chegando para reprimir a revolta dos Potemkin.

### Ato V: Um contra todos
Os marinheiros do Potemkin decidem tirar o encouraçado do porto de Odessa para enfrentar a frota do czar. Quando a batalha parece inevitável, os marinheiros do esquadrão czarista se recusam a abrir fogo, aplaudindo e gritando em solidariedade aos amotinados e permitindo que o Potemkin, com a bandeira vermelha, passe entre seus navios.

## A sequência de Odessa Steps

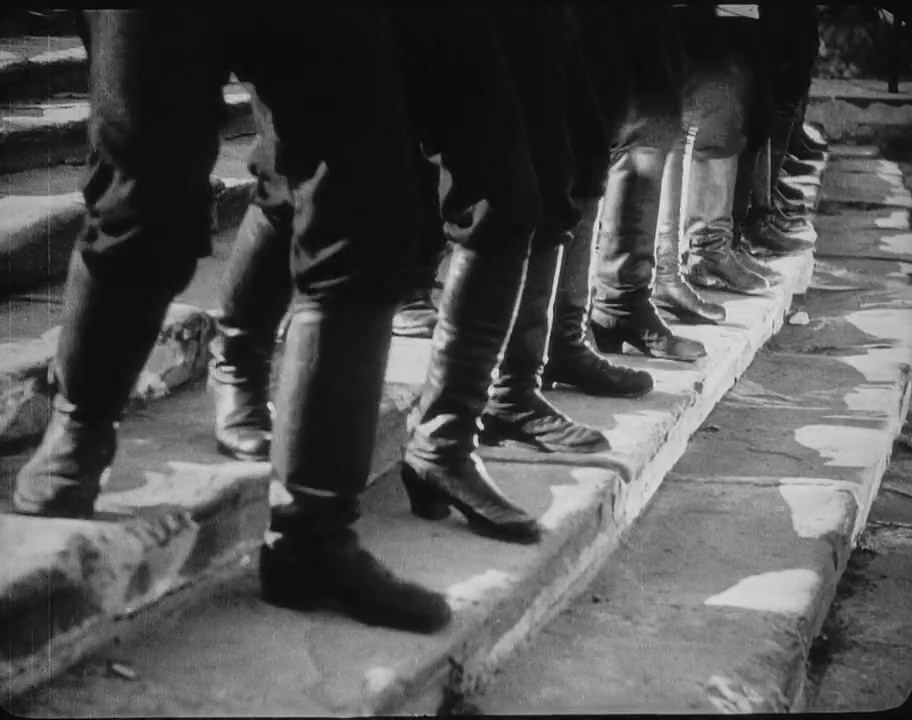
As botas dos soldados mostrados marchando pela "Escadaria de Odessa"

Uma das cenas mais celebradas do filme é o massacre de civis na Escadaria de Odessa (também conhecida como Escada de Primorsky ou Potemkin). Esta sequência foi avaliada como um "clássico" e uma das mais influentes da história do cinema. Na cena, os soldados do czar em suas túnicas brancas de verão marcharam por um lance de escadas aparentemente interminável de forma rítmica e mecânica, disparando salvas contra a multidão. Um destacamento separado de cossacos montados carrega a multidão ao pé da escada. As vítimas incluem uma mulher mais velha usando pincenê, um menino com sua mãe, um estudante de uniforme e uma estudante adolescente. Uma mãe empurrando um bebê em um carrinho de bebê cai no chão morrendo e o carrinho desce os degraus em meio à multidão em fuga.

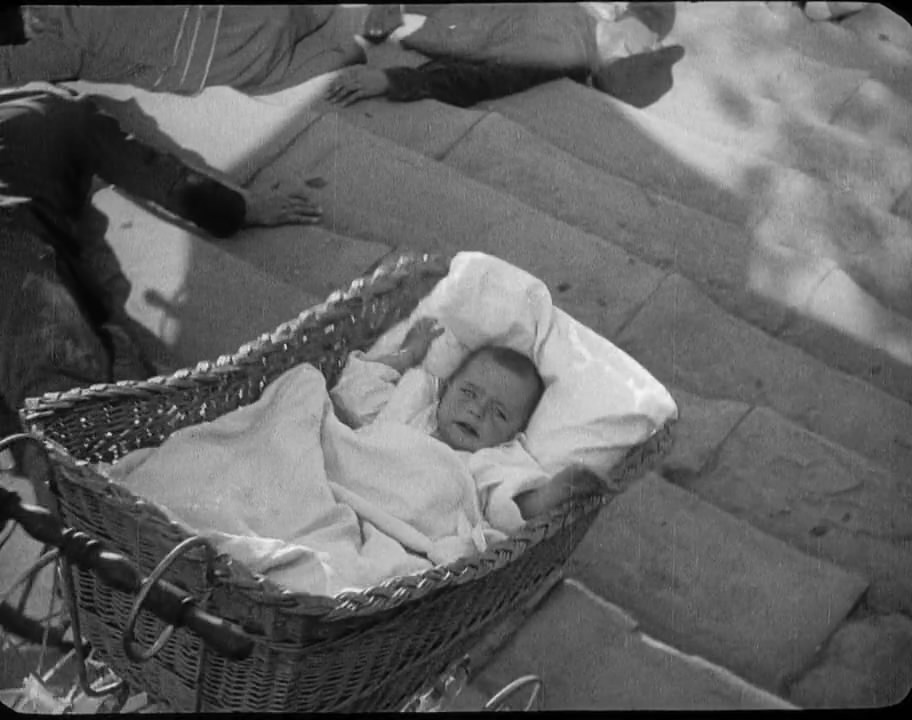
Um bebê em uma carruagem caindo na "Escadaria de Odessa"

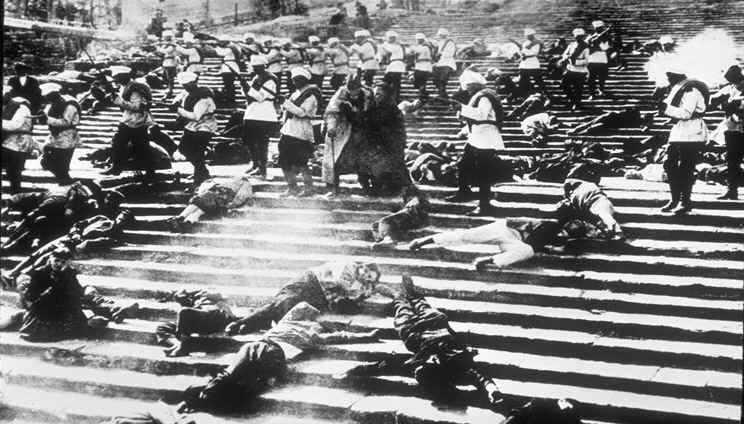
Uma visão ampla do massacre na "Escadaria de Odessa"

O massacre na escadaria, embora não tenha ocorrido à luz do dia ou conforme retratado foi baseado no fato de que houve manifestações generalizadas em outras partes da cidade, desencadeadas pela chegada dos Potemkin em Odessa Harbor. Tanto o The Times quanto o cônsul britânico residente relataram que as tropas atiraram contra a multidão; as mortes foram supostamente na casa das centenas. Roger Ebert escreve: "O fato de não ter havido, de fato, nenhum massacre czarista nos degraus de Odessa dificilmente diminui o poder da cena ... É irônico que [Eisenstein] o tenha feito tão bem que hoje, o derramamento de sangue no Os passos de Odessa costumam ser referidos como se realmente tivessem acontecido".

### Tratamento em outras obras de arte

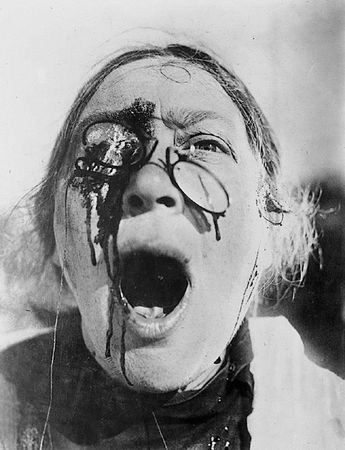
O pintor britânico Francis Bacon chamou essa imagem do Bronenosets Potyomkin de um "catalisador" para seu trabalho

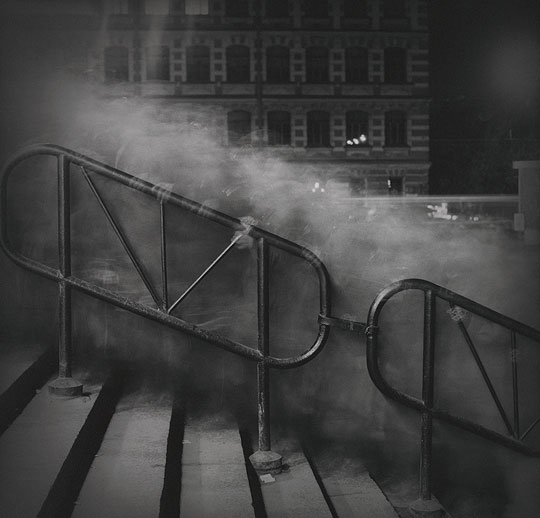
O fotógrafo russo americano Alexey Titarenko homenageou Odessa Steps, filmado em sua série City Of Shadows (São Petersburgo, 1991)

A cena é talvez o melhor exemplo da teoria de Eisenstein sobre montagem, e muitos filmes homenageiam a cena, incluindo:
Diretor - Filme
- Terry Gilliam -  Brazil,
- Francis Ford Coppola - The Godfather,[16]
- Brian De Palma - The Untouchables,[16]
- George Lucas - Star Wars: Episode III – Revenge of the Sith,[17]
- Tibor Takacs - Deathline,
- Laurel and Hardy - The Music Box,
- Chandrashekhar Narvekar - Tezaab,
- Shukō Murase - anime Ergo Proxy,
- Joseph McGrath - The Magic Christian,
- e Johnnie To - Three.

Vários filmes fizeram paródias, incluindo
- Woody Allen's Bananas - Love and Death;
- Zucker, Abrahams, e Zucker - Naked Gun 33+1⁄3: The Final Insult (embora também uma paródia The Untouchables);
- A comédia soviético-polonesa Deja Vu;
- Jacob Tierney - The Trotsky;
- e a comédia italiana de Fantozzi - Il secondo tragico Fantozzi, que trouxe o filme ao conhecimento geral na Italia.

O desfile da Revolução de Outubro de 2011 em Moscou apresentou uma homenagem ao filme.
A cena é parodiada em um episódio da série de televisão Duckman, intitulado "The Longest Weekend".
O pintor irlandês Francis Bacon (1909–1992) foi profundamente influenciado pelas imagens de Eisenstein, particularmente a foto de Odessa Steps dos óculos quebrados da enfermeira e o grito de boca aberta. A imagem da boca aberta apareceu pela primeira vez em Abstraction from the Human Form, em Fragment of a Crucifixion e em outros trabalhos, incluindo sua famosa série Head.
O fotógrafo e artista russo Alexey Titarenko se inspirou e prestou homenagem à sequência de Odessa Steps em sua série "City Of Shadows" (1991-1993), filmada perto da estação de metrô em São Petersburgo.

## Distribuição, censura e restauração

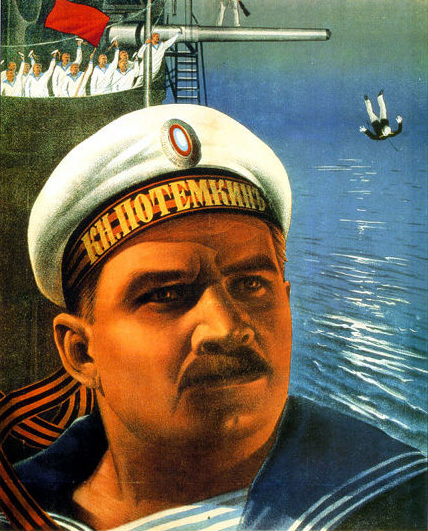
Outro pôster de Bronenosets Potyomkin

Após a primeira exibição, o filme não foi distribuído na União Soviética e havia o perigo de se perder entre outras produções. O poeta Vladimir Mayakovsky interveio porque seu bom amigo, o poeta Nikolai Aseev, havia participado da confecção das legendas do filme. O partido oposto de Maiakovski era o presidente do Sovkino, Konstantin Shvedchikov. Ele era um político e amigo de Vladimir Lenin que uma vez escondeu Lenin em sua casa antes da Revolução. Maiakovski apresentou a Shvedchikov uma forte exigência de que o filme fosse distribuído no exterior e intimidou Shvedchikov com o destino de se tornar um vilão nos livros de história. A frase final de Maiakovski foi "Shvedchikovs vêm e vão, mas a arte permanece. Lembre-se disso!" Além de Maiakovski, muitos outros persuadiram Shvedchikov a divulgar o filme pelo mundo e, após pressão constante de Sovkino, ele acabou mandando o filme para Berlim. Lá Battleship Potemkin se tornou um grande sucesso, e o filme foi novamente exibido em Moscou.
Quando Douglas Fairbanks e Mary Pickford visitaram Moscou em julho de 1926, eles elogiaram muito o navio de guerra Potemkin; Fairbanks ajudou a distribuir o filme nos Estados Unidos e até pediu a Eisenstein que fosse para Hollywood. Nos Estados Unidos, o filme estreou em Nova York em 5 de dezembro de 1926, no Biltmore Theatre.
Foi exibido de forma editada na Alemanha, com algumas cenas de extrema violência editadas por distribuidores alemães. Uma introdução escrita por Trotsky foi cortada das gravuras soviéticas depois que ele entrou em conflito com Stalin. O filme foi banido no Reino Unido (até 1954; foi então proibido para menores[carece de fontes?] até 1987), França e outros países por seu zelo revolucionário.
Hoje, o filme foi disponibilizado em várias edições de DVD. Em 2004, uma restauração de três anos do filme foi concluída. Muitas cenas extirpadas de violência foram restauradas, bem como a introdução escrita original de Trotsky. Os títulos anteriores, que suavizaram a retórica revolucionária dos marinheiros amotinados, foram corrigidos para que agora fossem uma tradução precisa dos títulos originais russos.

## Elenco
- Aleksandr Antonov como Grigory Vakulinchuk (marinheiro bolchevique)
- Vladimir Barsky como Comandante Golikov
- Grigori Aleksandrov como Diretor Giliarovsky
- I. Bobrov como jovem marinheiro açoitado enquanto dormia
- Mikhail Gomorov como marinheiro do Militant
- Aleksandr Levshin como suboficial
- N. Poltavseva como Mulher com pincenê
- Lyrkean Makeon como o Mascarado
- Konstantin Feldman como agitador estudantil
- Beatrice Vitoldi como Mulher com o carrinho de bebê